# Brotea
Brotea (in greco antico: Βροτέας?, Brotéas) o Broteo è un personaggio della Mitologia greca. Fu un cacciatore.

## Genealogia
Figlio di Tantalo di Lidia e di Eurinassa (figlia di Pattolo), fu secondo Pausania uno dei possibili padri di un secondo Tantalo, che lo stesso autore ipotizza anche essere figlio di Tieste.

## Mitologia
Brotea era un famoso cacciatore che si era rifiutato di onorare Artemide, così la dea lo fece impazzire facendo sì che si autoimmolasse su un rogo, come sacrificio propiziatorio.
Un frammento di Esiodo contenuto in un papiro di Ossirinco collega Dardano, Brotea e Pandione. Riguardo a questa tradizione però, non sono sopraggiunte altre fonti.

### La scultura di Brotea
Si diceva che Brotea avesse scolpito l'immagine più antica della Grande Madre degli Dei (Cibele), un'immagine che ai tempi di Pausania il Periegeta (II secolo d.C.) che era ancora considerata sacra dagli abitanti di Magnesia ad Sipylum. L'immagine venne scavata nella parete rocciosa della rupe Coddino, a nord del massiccio del Sipilo, il cui demone era indicato da alcuni mitografi come nonno di Brotea.
La scultura scavata nella parete rocciosa menzionata da Pausania fu identificata con il rilievo di Manisa nel 1881 da W. M. Ramsay e si può ancora vedere sopra la strada, a 6 o 7 km ad est di Manisa (la città moderna sorta sul sito dell'antica Magnesia ad Sipylum), sebbene la testa si sia parzialmente staccata, per cause naturali. La figura alta 8–10 m scolpita in una rientranza nella roccia a un centinaio di metri d'altezza sopra la pianura paludosa vicina al villaggio di Akpınar è stata confusa con una vicina formazione rocciosa naturale associata a Niobe, la "Niobe del Sipilo" (la "Roccia Piangente", in turco Ağlayan Kaya), menzionata anche da Pausania.
A parte la testa gravemente danneggiata, la figura seduta molto probabilmente non fu fatta da un professionista. La dea, che indossa un copricapo detto polos, si tiene il seno con le mani; una vaga traccia di quattro geroglifici ittiti può essere vista in una sezione quadrata alla destra della sua testa. Il sito è ittita, risalente al II millennio a.C.
Vicino, anche altri siti archeologici tradizionalmente associati sin dall'antichità con la stirpe di Tantalo sono di fatto ittiti. A circa 2 km ad est di Akpınar ci sono altri due monumenti sul monte Sipilo, anch'essi menzionati da Pausania: la tomba di Tantalo (cristianizzata come "tomba di San Caralambo") e il "trono di Pelope", in realtà un altare roccioso.

## Broteo e l'invettiva rinascimentale
Nella letteratura del Rinascimento e successiva Brotea è chiamato spesso "Broteo" (Brotheus) e viene descritto come un figlio di Vulcano che si gettò tra le fiamme (a volte si specifica che si gettò nel cratere del monte Etna) a causa della sua deformità. La fonte immediata per il tropo rinascimentale di Broteo e della sua autoimmolazione è il poema di Ovidio Ibis, un erudito sfogo di macabre minacce che catalogava il destino di numerose figure mitiche e storiche. Il riferimento di Ovidio è brevissimo:
Des tua succensae membra cremanda pyrae»
come si dice che Brotea abbia fatto per desiderio di morte»
(Ovidio, Ibis, vv. 519–520 (vv. 517–518 in altre edizioni))
L'umanista Domizio Calderini (conosciuto anche col nome latino di Domitius Calderinus) aggiunse l'Ibis alla sua edizione annotata di Marziale (1474); la nota di Calderini dice che Broteo era il figlio di Vulcano e Minerva e che, disprezzato a causa della sua bruttezza, si gettò in una pira ardente (Calderini poi procede identificando Broteo con Erittonio.) Nello stesso anno, attingendo alle sue fonti classiche, Calderini pubblicò la Defensio adversus Brotheum ("Difesa contro Broteo"), un attacco ai suoi rivali letterari Angelo Sabino e Niccolò Perotti, chiamati rispettivamente Fidentino (Fidentinus), dal nome del plagiatore preso in giro nel I libro degli Epigrammi di Marziale, e Broteo (Brotheus). Questa faida letteraria è menzionata in diverse fonti, incluso il Giraldi, e la sua notorietà contribuì a stabilire la versione predominante del mito nei secoli XV-XVIII.
Le idiosincratiche ma enormemente influenti Mythologiae di Natale Conti (1567) menzionano questa versione del mito in un capitolo sugli aspetti di Vulcano e della sua progenie: "Broteo, che fu deriso da tutti a causa della sua apparenza malformata, si gettò nel fuoco, come per scappare alla diffamazione per mezzo della morte." Questa descrizione è ripetuta molto simile in The Anatomy of Melancholy (1621) di Robert Burton, e ancora le versioni del dizionario della lingua inglese di Samuel Johnson risalenti all'inizio dell'Ottocento specificano che Broteo "si gettò nel monte Etna".